# Archipelgewässer

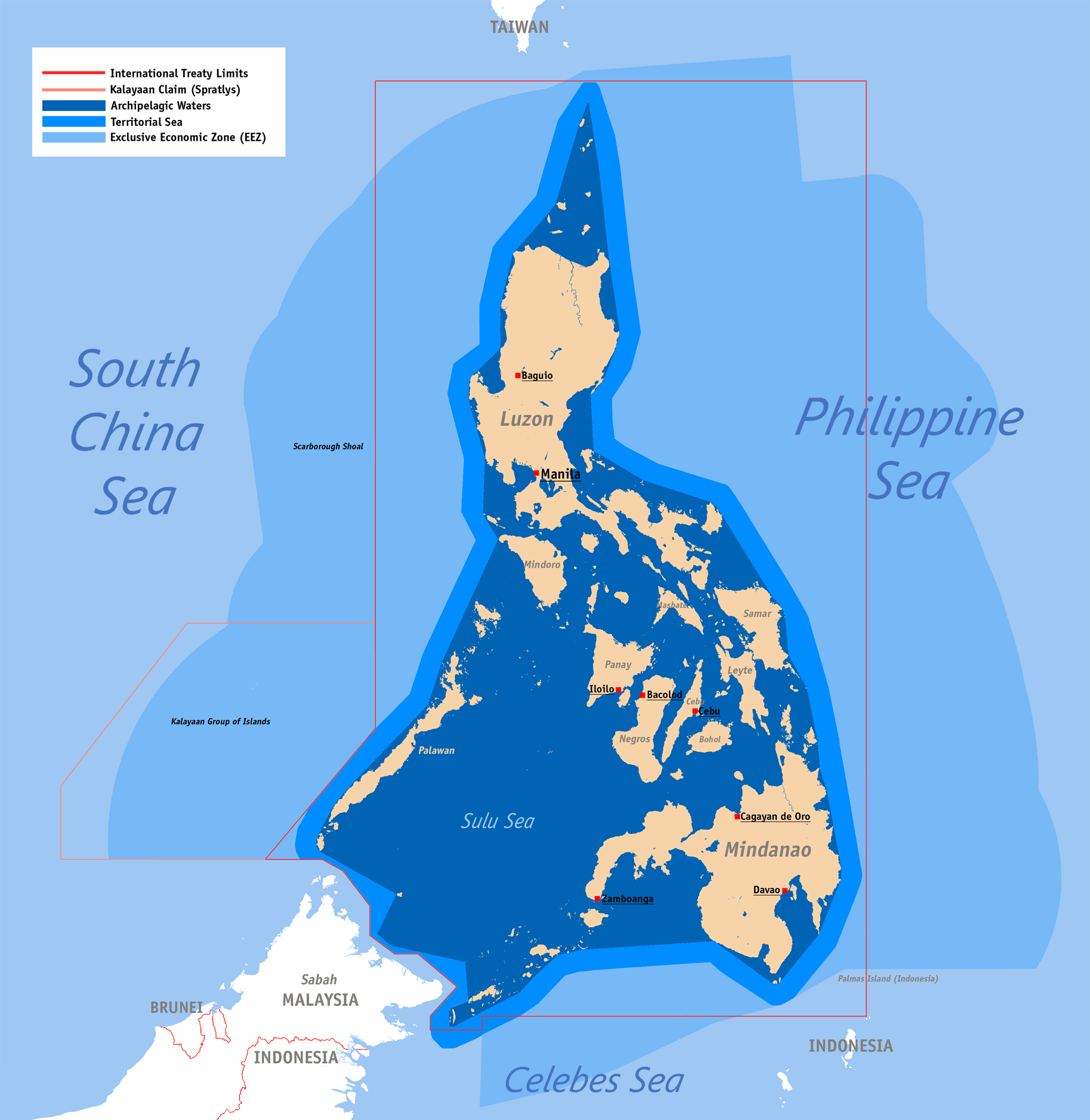
Archipelgewässer (dunkelblau), Küstenmeer (mittelblau) und ausschließliche Wirtschaftszone der Philippinen

 Als Archipelgewässer werden  Hoheitsgewässer bezeichnet, die zwischen den Inseln eines Archipels eines Inselstaats liegen. Die völkerrechtlich anerkannte Möglichkeit der Einrichtung von Archipelgewässern wurde mit dem Seerechtsübereinkommen der UNO von 1982 geschaffen. Insbesondere die Philippinen hatten sie jedoch bereits seit langem beansprucht und sie waren auf mehreren Seerechtskonferenzen seit 1930 diskutiert worden. Daneben übte Indonesien bereits vor dem Entwurf des Seerechtsübereinkommen die Praxis von Archipelgewässern aus.
Die Archipelgewässer nach dem Seerechtsübereinkommen werden begrenzt durch eine Linie, die die äußeren Küstenpunkte der Inselgruppe, die nicht den gesamten Staat umfassen muss, geradlinig miteinander verbindet. Die einzelnen geraden Stücke der Linie dürfen dabei nicht länger als 100 Seemeilen (185,2 km) sein, mit Ausnahme eines zahlenmäßigen Anteils von drei Prozent dieser Linien, die bis zu 125 Seemeilen Länge haben dürfen. Innerhalb des umschlossenen Gebiets muss das Verhältnis von Wasserfläche zu Landfläche zwischen 1:1 und 9:1 liegen.
Die Archipelgewässer stehen rechtlich zwischen dem Küstenmeer und den inneren Gewässern: Sie unterliegen der territorialen Souveränität des Archipelstaates. Ihre Begrenzungen bilden als Basislinien gleichzeitig die Grundlage für die Abgrenzung der weiteren völkerrechtlichen Zonen, die er beanspruchen kann. Andere Staaten haben jedoch das Recht der friedlichen Durchfahrt.
Staaten, die Archipelgewässer beanspruchen (Stand 15. Juli 2011):
- Staaten, die Grenzen ihrer Archipelgewässer festgelegt und entsprechend dem Seerechtsübereinkommen beim Generalsekretär der Vereinten Nationen hinterlegt haben (Stand Mai 2011):
  - die Bahamas[2]
  - Dominikanische Republik[3], umstritten[4]
  - Fidschi[5]
  - Grenada[6]
  - Indonesien[7]
  - Jamaika[8]
  - die Komoren[9], umstritten wegen Einschlusses des französischen Mayotte
  - Mauritius[10], umstritten wegen Einschlusses des British Indian Ocean Territory und der zu den französischen Süd- und Antarktisgebieten gehörenden Insel Tromelin
  - Papua-Neuguinea[11]
  - die Philippinen[12], umstritten wegen Einschlusses des Großteils der auch von China und Vietnam beanspruchten Spratly-Inseln sowie der von China verwalteten Huangyan Dao
  - São Tomé und Príncipe[13]
  - die Seychellen[14]
  - Trinidad und Tobago[15]
  - Vanuatu[16]
- Staaten, deren Gesetzgebung Archipelgewässer vorsieht:
  - Antigua und Barbuda
  - Kap Verde, Grenzen gesetzlich festgelegt[17]
  - Kiribati
  - die Malediven, Grenzen gesetzlich festgelegt[18]
  - die Marshallinseln
  - Saint Vincent und die Grenadinen
  - die Salomonen
  - Tuvalu